# Carnaby Street (serie animata)
Carnaby Street è una serie televisiva a cartoni animati, ideata da Marco Pagot e Gi Pagot.

## Trama
La storia, ambientata a Londra negli anni 60, narra l'eroismo dell'eccentrica J.D., una cittadina che lavora come spia segreta al servizio di Sua Maestà.

## Episodi
1. Missione Gordian Park
2. Missione plutonio sotto la neve
3. Missione Orient Express
4. Missione cobra d’oro
5. Missione sotto il sole
6. Missione Nautilus
7. Missione alta quota
8. Missione oro verde
9. Missione emiro sotto contratto
10. Missione Altea selvatica
11. Missione triplo gioco
12. Missione Icaro in volo
13. Missione Faser
14. Missione Tottenham tower
15. Missione Tyros
16. Missione S.O.S. ambasciata
17. Missione compleanno [NON TRASMESSO IN ITALIA]
18. Missione hotel Napoleon
19. Missione congiura in famiglia
20. Missione guardia del corpo
21. Missione agente Celia
22. Missione rendez-vous a la Sagrada
23. Missione caccia al traditore
24. Missione dog-sitter
25. Missione paura blu
26. Missione orchidea nera

## Personaggi e doppiatori italiani
- J.D.: Marisa Della Pasqua
- Eki: Guido Ruberto
- Forrester: Natale Ciravolo
- Oppy: Adele Pellegatta
- Kit: Luca Sandri
- Qwerty: Claudio Colombo
- Roy: Giorgio Bonino